# Фотосерия
Фотосе́рия — серия фотографий, объединённых общей темой, идеей и формальными признаками. Языковые возможности фотографии в контексте фотосерии расширяются за счет формирования связей между изображениями на денотативном (объектном) и коннотативном уровнях — палитра, ракурс, план, соотношение сторон изображения, направление взгляда, поза и т. д.

## Структурная классификация фотосерий

#### Фототипология

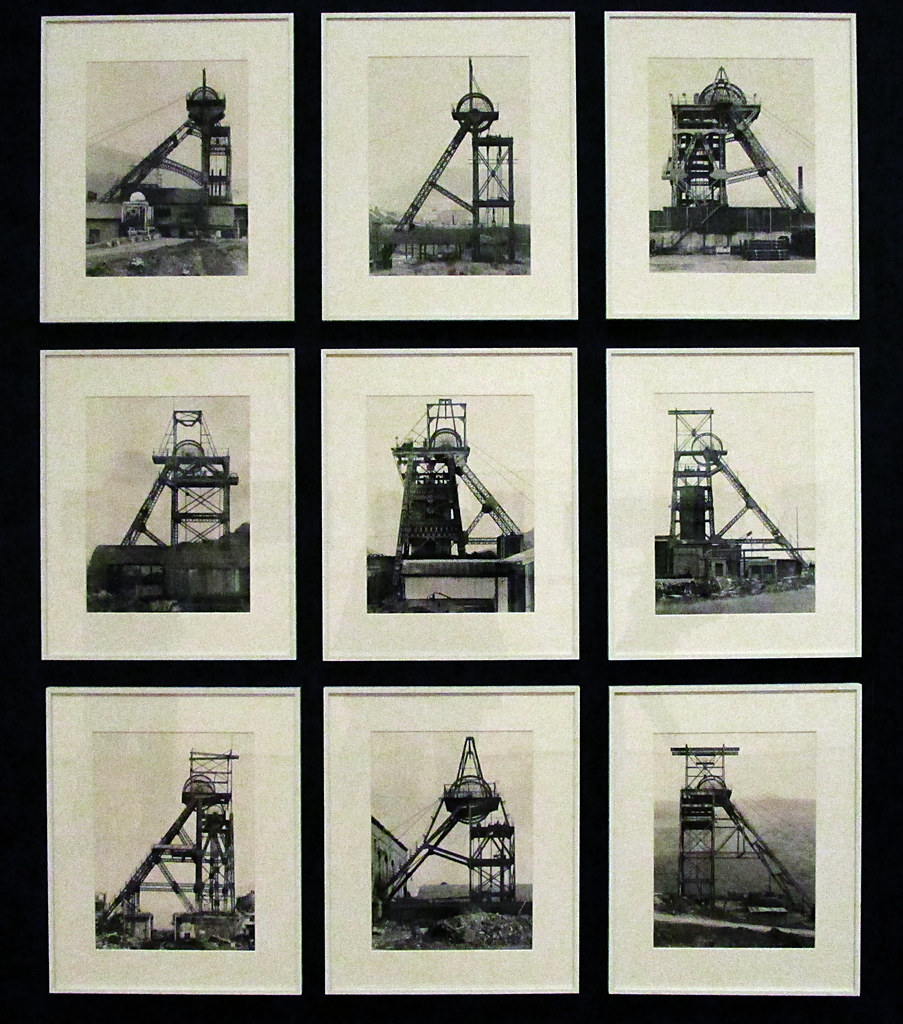
Типология — Бернд и Хилла Бехер

Фототипология как одна из ключевых форм фотосерии утвердилась в пространстве музеев в 1970-х годов XX века. В 1975 году на выставке «Новая топография: фотографии изменённого человеком пейзажа» в доме-музее Джорджа Истмана были представлены работы супругов Бернда и Хиллы Бехер. Их черно-белые серии промышленных и бытовых построек напоминали материалы этнографических исследований или научно-технические иллюстрации, но при этом не являлись ни тем, ни другим.
Каждое отдельное изображения в фототипологии создается в соответствии с общей предельно формализованной моделью. Все снимки в фототипологии на денотативном уровне (что изображено) объединены однородными объектами в кадре. На коннотативном уровне (как изображено) фотографии объединены размером и пропорциями отпечатков, изолированностью и масштабом предметов внутри кадра, условиями экспонирования, цветом, контрастом и яркостью, ракурсом и точкой съемки. Отдельные фотографии в фототипологии не претендуют на самостоятельное высказывание, но обретают значение в совокупности. При этом сочинительная последовательность изображений в фототипологии, как правило, не имеет смыслоформирующего значения. Эта последовательность может быть задана автором на уровне сочлененности линий и тональной соположенности, но сам порядок изображений не влияет на результат интерпретации.
Вербальный компонент (интродукция, подписи) в фототипологии имеет минимальное значение либо может отсутствовать вовсе.
Примеры фототипологий:
- Dillon Marsh. Assimilation
- Федор Савинцев. «6 соток»
- Nicolai Howalt. 78 Boxers

#### Фотоистория с жесткой структурой
Жесткая структура присуща фотоисториям, частично основанным на формальных элементах фототипологии. Отдельные фотографии в таких сериях объединяет меньшее количество формальных связей, и они менее сепарированы от вербальной составляющей.
Термин «фотоистория» указывает на то, что такой тип проектов демонстрирует не собственные имманентные формальные характеристики, а нечто имеющее место в действительности — на первый план в фотоистории выходит документальная интерпретация действительности, формальное же единство изображений уходит на второй план.
В фотоистории с жесткой структурой сохраняется концептуализирующий принцип формального и содержательного подобия изображений, но в гораздо меньшей степени, чем в фототипологии. Последовательность изображений в фотоистории с жесткой структурой имеет важное значение в формировании общего эффекта. Сохраняя частичную независимость от вербального компонента, фотоистории с жесткой структурой в большей степени, нежели типологии, опираются на способность текста задавать границы интерпретации, наделять буквальное изображение неочевидными символическими смыслами.
Примеры фотоисторий с жесткой структурой:
- Zed Nelson. Love me
- Дмитрий Лукьянов. ДКданс

#### Фотоистория со слабой структурой
Изображения в фотоистории со слабой структурой связаны между собой меньшим количеством очевидных денотативных и коннотативных признаков, нежели изображения в фототипологии или фотоистории с жесткой структурой. Это происходит из-за усиления претензий каждой отдельной фотографии на самостоятельное высказывание. В то же время этих формальных связей достаточно для формирования необходимого единства фотоистории. Как правило, такие серии в большей степени зависят от вербального комментария, который прямо или косвенно указывает на правила сочетания изображений, задает необходимый вектор интерпретации их совокупности.
Примеры фотоисторий со слабой структурой:
- Julia de Cooker. Svalbard, an Arcticficial Life
- Евгения Арбугаева. Тикси.

#### Ассоциативная структура фотосерии
Фотографии в сериях с ассоциативной структурой не объединены очевидной совокупностью денотативных и коннотативных признаков. Успешность интерпретации такой серии изображений неизбежно зависит от способности зрителя видеть сходные черты и оппозиции в постоянно изменяющихся визуальных обстоятельствах. Идентификация предположительно связанных фотографий подталкивает к распространению результатов опыта их интерпретации на прочую совокупность изображений. Таким образом, установленные зрителем частные связи формируют локальный лексикод, служащий ориентиром в практически неограниченном ассоциативном поле. Связи между изображениями в сериях с ассоциативной структурой могут быть разной степени жесткости, а их интерпретация, соответственно, разной степени управляемости, что зависит от количества и системности подсказок, оставленных автором. В сериях с ассоциативной структурой фотограф способен управлять интерпретацией изображений зрителем при помощи пространственного расположения фотографий, принципа формально-семантического подобия или, напротив, противопоставленности отдельных изображений; обнаружение более явных связей становится лекалом для декодирования менее очевидных.
Примеры фотосерий с ассоциативной структурой:
- Rinko Kawauchi. Illuminance
- Géraldine Lay. Un mince vernis de réalité.